# Ctenotus quirinus
Espèce
Ctenotus quirinus est une espèce de sauriens de la famille des Scincidae.

## Répartition
Cette espèce est endémique du Territoire du Nord en Australie.

## Étymologie
Cette espèce est nommée en l'honneur du dieu romain Quirinus.

## Publication originale
- Horner, 2007 : Ctenotus quirinus sp. nov. (Reptilia: Sauria: Scincidae) – a new species of skink from the Northern Territory, with the recognition of C. brevipes Storr, 1981 and C. essingtonii (Gray, 1842) as distinct species. The Beagle, vol. 23, p. 119-130.